# Championnat d'Europe de billard carambole 3 bandes
Le championnat d'Europe de billard carambole au 3 bandes est organisé chaque saison par la Confédération européenne de billard.

## Règles
Dans le jeu du billard 3 bandes, il faut réaliser le carambolage par trois bandes minimum avant de toucher la troisième bille.

## Palmarès

### Année par année

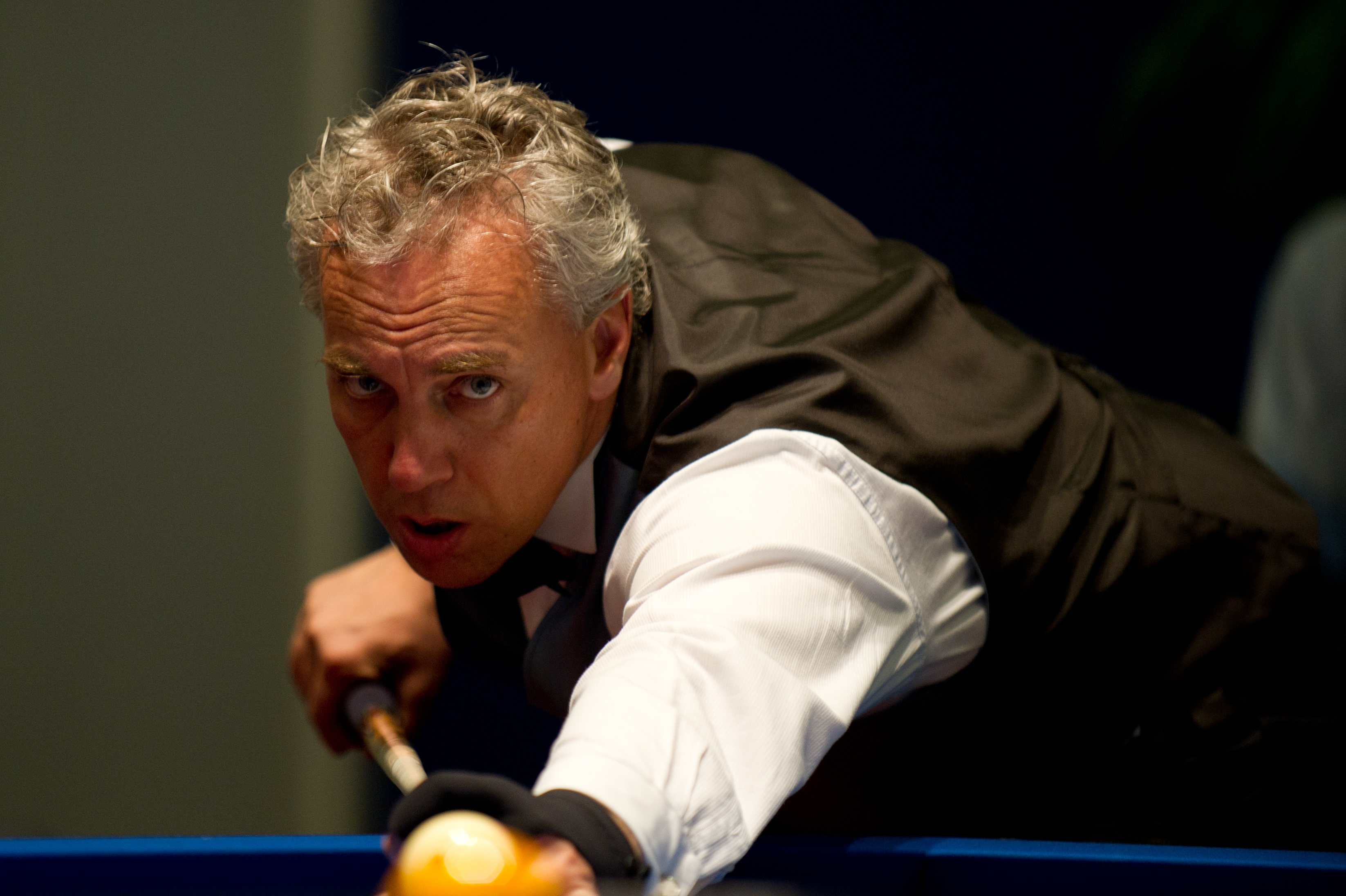
Marco Zanetti - Recordman d'Europe de la moyenne générale

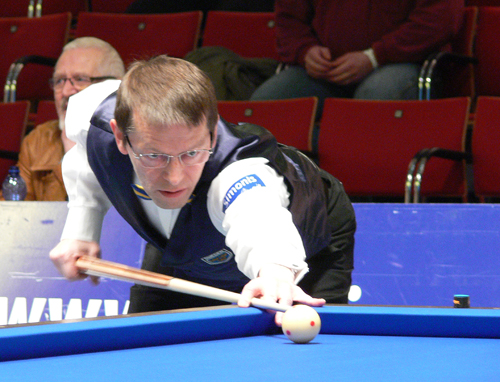
Torbjörn Blomdahl - Champion d'Europe 2015

Liste des champions d'Europe de la CEB au 3 bandes[réf. incomplète],[réf. incomplète].
| Année | Ville hôte        | Joueur                    | Moyenne générale |
| ----- | ----------------- | ------------------------- | ---------------- |
| 1932  | Amsterdam         | Alfred Aeberhard (1)      | 0,659            |
| 1935  | Amsterdam         | Alfred Lagache (1)        | 0,704            |
| 1939  | Angoulême         | Alfred Lagache (2)        | 0,804            |
| 1947  | Bruxelles         | Alfred Lagache (3)        | 0,773            |
| 1948  | Madrid            | Joaquim Domingo (1)       | 0,785            |
| 1949  | Angoulême         | Alfred Lagache (4)        | 0,890            |
| 1950  | Amsterdam         | Bert Wevers (1)           | 0,584            |
| 1951  | Anvers            | René Vingerhoedt (1)      | 0,895            |
| 1952  | Lausanne          | René Vingerhoedt (2)      | 1,023            |
| 1953  | Madrid            | René Vingerhoedt (3)      | 1,005            |
| 1954  | Mannheim          | René Vingerhoedt (4)      | 1,190            |
| 1955  | Amsterdam         | René Vingerhoedt (5)      | 1,017            |
| 1956  | Sarrebruck        | René Vingerhoedt (6)      | 0,831            |
| 1957  | Anvers            | René Vingerhoedt (7)      | 0,800            |
| 1957  | Lisbonne          | Bernard Siguret (1)       | 0,680            |
| 1958  | Cannes            | Johann Scherz (1)         | 0,902            |
| 1959  | Hilversum         | René Vingerhoedt (8)      | 1,041            |
| 1960  | Düsseldorf        | René Vingerhoedt (9)      | 1,105            |
| 1961  | Trieste           | Johann Scherz (2)         | 1,000            |
| 1962  | Kaatsheuvel       | Raymond Ceulemans (1)     | 1,159            |
| 1963  | Bruxelles         | Raymond Ceulemans (2)     | 1,238            |
| 1964  | Copenhague        | Raymond Ceulemans (3)     | 1,197            |
| 1965  | Vienne            | Raymond Ceulemans (4)     | 1,160            |
| 1966  | Lisbonne          | Raymond Ceulemans (5)     | 1,420            |
| 1967  | Angoulême         | Raymond Ceulemans (6)     | 1,253            |
| 1968  | Madrid            | Raymond Ceulemans (7)     | 1,379            |
| 1969  | La Haye           | Raymond Ceulemans (8)     | 1,538            |
| 1970  | Tournai           | Raymond Ceulemans (9)     | 1,366            |
| 1971  | Geel              | Raymond Ceulemans (10)    | 1,621            |
| 1972  | Crosne            | Arnold De Paepe (1)       | 0,940            |
| 1972  | Dortmund          | Raymond Ceulemans (11)    | 1,501            |
| 1973  | Eeklo             | Raymond Ceulemans (12)    | 1,527            |
| 1974  | Rotterdam         | Raymond Ceulemans (13)    | 1,406            |
| 1976  | Valence           | Raymond Ceulemans (14)    | 1,563            |
| 1977  | Lausanne          | Raymond Ceulemans (15)    | 1,310            |
| 1978  | Copenhague        | Raymond Ceulemans (16)    | 1,476            |
| 1979  | Düren             | Raymond Ceulemans (17)    | 1,369            |
| 1980  | Helsingborg       | Raymond Ceulemans (18)    | 1,571            |
| 1981  | Vienne            | Raymond Ceulemans (18)    | 1,382            |
| 1982  | Porto             | Raymond Ceulemans (19)    | 1,365            |
| 1983  | Dünkirchen        | Raymond Ceulemans (20)    | 1,355            |
| 1984  | Louvain           | Rini Van Bracht (1)       | 1,193            |
| 1985  | Amersfoort        | Torbjörn Blomdahl (1)     | 1,327            |
| 1986  | Mondorff          | Torbjörn Blomdahl (2)     | 1,219            |
| 1987  | Waalwijk          | Raymond Ceulemans (21)    | 1,411            |
| 1988  | Vejle             | Torbjörn Blomdahl (3)     | 1,506            |
| 1989  | Viersen           | Torbjörn Blomdahl (4)     | 1,099            |
| 1990  | Norrköping        | Torbjörn Blomdahl (5)     | 1,434            |
| 1991  | DordrcHhet        | Torbjörn Blomdahl (6)     | 1,772            |
| 1992  | Le Caire          | Raymond Ceulemans (22)    | 1,293            |
| 1993  | Corbeil-Essonnes  | Rini Van Bracht (2)       | 1,231            |
| 1994  | Odense            | John Tijssens (1)         | 1,092            |
| 1995  | Prague            | Jozef Philipoom (1)       | 1,203            |
| 1997  | Mondorff          | Daniel Sanchez (1)        | 1,579            |
| 1998  | Aubagne           | Torbjörn Blomdahl (7)     | 1,429            |
| 1999  | Porto             | Semih Saygıner (1)        | 1,571            |
| 2000  | Madrid            | Daniel Sanchez (2)        | 1,544            |
| 2001  | Odense            | Torbjörn Blomdahl (8)     | 2,235            |
| 2002  | Izmir             | Frédéric Caudron (1)      | 1,730            |
| 2003  | Göynük            | Dick Jaspers (1)          | 1,831            |
| 2004  | Ölüdeniz          | Murat Naci Coklu (1)      | 1,652            |
| 2005  | Porto             | Torbjörn Blomdahl (9)     | 1,632            |
| 2006  | Antalya           | Frédéric Caudron (2)      | 1,937            |
| 2007  | Salon-de-Provence | Eddy Merckx (1)           | 1,714            |
| 2008  | Florange          | Dick Jaspers (2)          | 2,169            |
| 2009  |                   |                           |                  |
| 2010  | Saint-Wendel      | Dick Jaspers (3)          | 2,169            |
| 2011  | Porto             | Dick Jaspers (4)          | 1,716            |
| 2012  | Istanbul          | Filippos Kasidokostas (1) | 1,799            |
| 2013  | Brandenburg       | Marco Zanetti (1)         | 2,500            |
| 2015  | Brandenburg       | Torbjörn Blomdahl (10)    | 1,739            |
| 2017  | Brandenburg       | Marco Zanetti (2)         | 1,980            |

## Records

### Record de moyenne générale
| Joueur        | Année | Moyenne générale |
| ------------- | ----- | ---------------- |
| Marco Zanetti | 2013  | 2,500            |

### Record de victoire

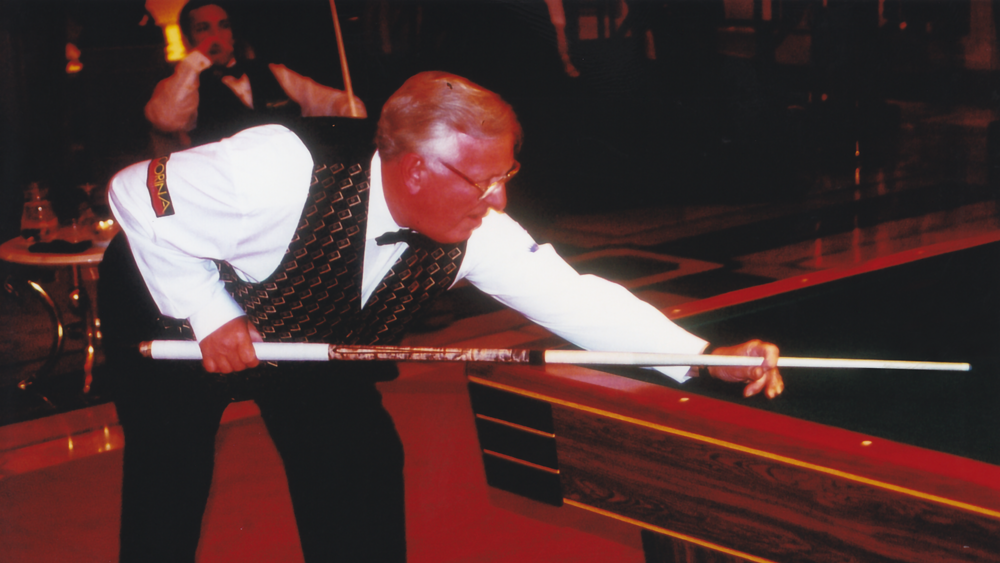
Raymond Ceulemans - Recordman du nombre de victoires

| Joueur                | Nombre de victoires |
| --------------------- | ------------------- |
| Raymond Ceulemans     | 22                  |
| Torbjörn Blomdahl     | 10                  |
| René Vingerhoedt      | 9                   |
| Alfred Lagache        | 4                   |
| Dick Jaspers          | 4                   |
| Frédéric Caudron      | 2                   |
| Eddy Merckx           | 2                   |
| Daniel Sanchez        | 2                   |
| Rini Van Bracht       | 2                   |
| Johann Scherz         | 2                   |
| Marco Zanetti         | 2                   |
| Semih Saygıner        | 1                   |
| Filippos Kasidokostas | 1                   |
| Murat Naci Coklu      | 1                   |
| John Tijssens         | 1                   |
| Jozef Philipoom       | 1                   |
| Arnold De Paepe       | 1                   |
| Bernard Siguret       | 1                   |
| Bert Wevers           | 1                   |
| Joaquim Domingo       | 1                   |
| Alfred Aeberhard      | 1                   |

### Record de victoire par nationalité
| Pays     | Nombre de victoires |
| -------- | ------------------- |
| Belgique | 37                  |
| Suède    | 10                  |
| Pays-Bas | 8                   |
| France   | 5                   |
| Espagne  | 3                   |
| Autriche | 2                   |
| Turquie  | 2                   |
| Italie   | 2                   |
| Grèce    | 1                   |
| Suisse   | 1                   |